# Vigna umbellata
Il fagiolo delle risaie (Vigna umbellata (Thunb.) Ohwi & H.Ohashi, 1969) è una pianta della famiglia delle Fabacee (o Leguminose), diffusa nell'Asia tropicale e subtropicale.